# Fregetta
Genre
Fregetta est un genre d'oiseaux de la famille des Hydrobatidae.

## Liste d'espèces
D'après la classification de référence (version 14.1, 2024) de l'Union internationale des ornithologues, il y a 4 espèces du genre Fregetta :
- Fregetta grallaria (Vieillot, 1818) – Océanite à ventre blanc ;
- Fregetta tropica (Gould, 1844) – Océanite à ventre noir ;
- Fregetta lineata (Peale, 1848) – Océanite de Nouvelle-Calédonie ;
- Fregetta maoriana (Matthews, 1932) – Océanite maori.